# Semën Filippovič Mavrin
Semën Filippovič Mavrin (in russo Семён Филиппович Маврин?; 21 aprile 1772 – San Pietroburgo, 13 settembre 1855) è stato un politico russo.

## Biografia

### Carriera
Il 1 gennaio 1782 iniziò il servizio militare nella fanteria e il 1 gennaio 1788 venne promosso a capitano dell'esercito. Promosso a tenente colonnello, si ritirò. 
Il 30 dicembre 1823 venne promosso a consigliere segreto. È stato membro della Corte Suprema dei decabristi.

### Matrimonio
Sposò Anna Aleksandrovna Sukina (1805-1871), figlia del generale Aleksandr Jakovlevič Sukin. Ebbero tre figlie:
- Aleksandra Semënovna (1825-1885), sposò il generale Boris Grigor'evič Glinka, ebbero cinque figli;
- Anna Semënovna (1827-1889), sposò il principe Michail Nikolaevič Šačoskij;
- Varvara Semënovna (1835-?).

Non avendo eredi maschi, il 17 maggio 1865, venne approvato dal Consiglio di Stato il permesso a suo genero, il generale Boris Grigor'evič Glinka, di adottare il cognome Glinka-Mavrin.

### Morte
Morì il 13 settembre 1855 a San Pietroburgo. Fu sepolto nel cimitero del Monastero di Čeremeneskij.